# Umkhanyakude
Umkhanyakude – dystrykt w Republice Południowej Afryki, w prowincji KwaZulu-Natal. Siedzibą administracyjną dystryktu jest Mkuze.
Dystrykt dzieli się na gminy:
- Umhlabuyalingana
- Jozini
- Big Five False Bay
- Hlabisa
- Mtubatuba